# Stazione meteorologica di Posta
La stazione meteorologica di Posta è la stazione meteorologica di riferimento relativa alla località di Posta.

## Coordinate geografiche
La stazione meteorologica si trova nell'Italia centrale, nel Lazio, in provincia di Rieti, nel comune di Posta, a 721 metri s.l.m. alle coordinate geografiche 42°31′N 13°06′E.

## Dati climatologici
Secondo i dati medi del trentennio 1961-1990, la temperatura media del mese più freddo, gennaio, è di +2,5 °C, mentre quella del mese più caldo, luglio, si attesta a +19,8 °C.
| Posta              | Mesi | Mesi | Mesi | Mesi | Mesi | Mesi | Mesi | Mesi | Mesi | Mesi | Mesi | Mesi | Stagioni | Stagioni | Stagioni | Stagioni | Anno |
| Posta              | Gen  | Feb  | Mar  | Apr  | Mag  | Giu  | Lug  | Ago  | Set  | Ott  | Nov  | Dic  | Inv      | Pri      | Est      | Aut      | Anno |
| ------------------ | ---- | ---- | ---- | ---- | ---- | ---- | ---- | ---- | ---- | ---- | ---- | ---- | -------- | -------- | -------- | -------- | ---- |
| T. max. media (°C) | 7,4  | 9,2  | 11,5 | 15,2 | 20,6 | 24,1 | 27,9 | 27,9 | 23,8 | 18,3 | 12,6 | 8,6  | 8,4      | 15,8     | 26,6     | 18,2     | 17,3 |
| T. min. media (°C) | −2,4 | −2,2 | 0,3  | 3,1  | 6,9  | 10,0 | 11,6 | 11,2 | 9,1  | 6,1  | 2,5  | −0,6 | −1,7     | 3,4      | 10,9     | 5,9      | 4,6  |